# Martine Docourt

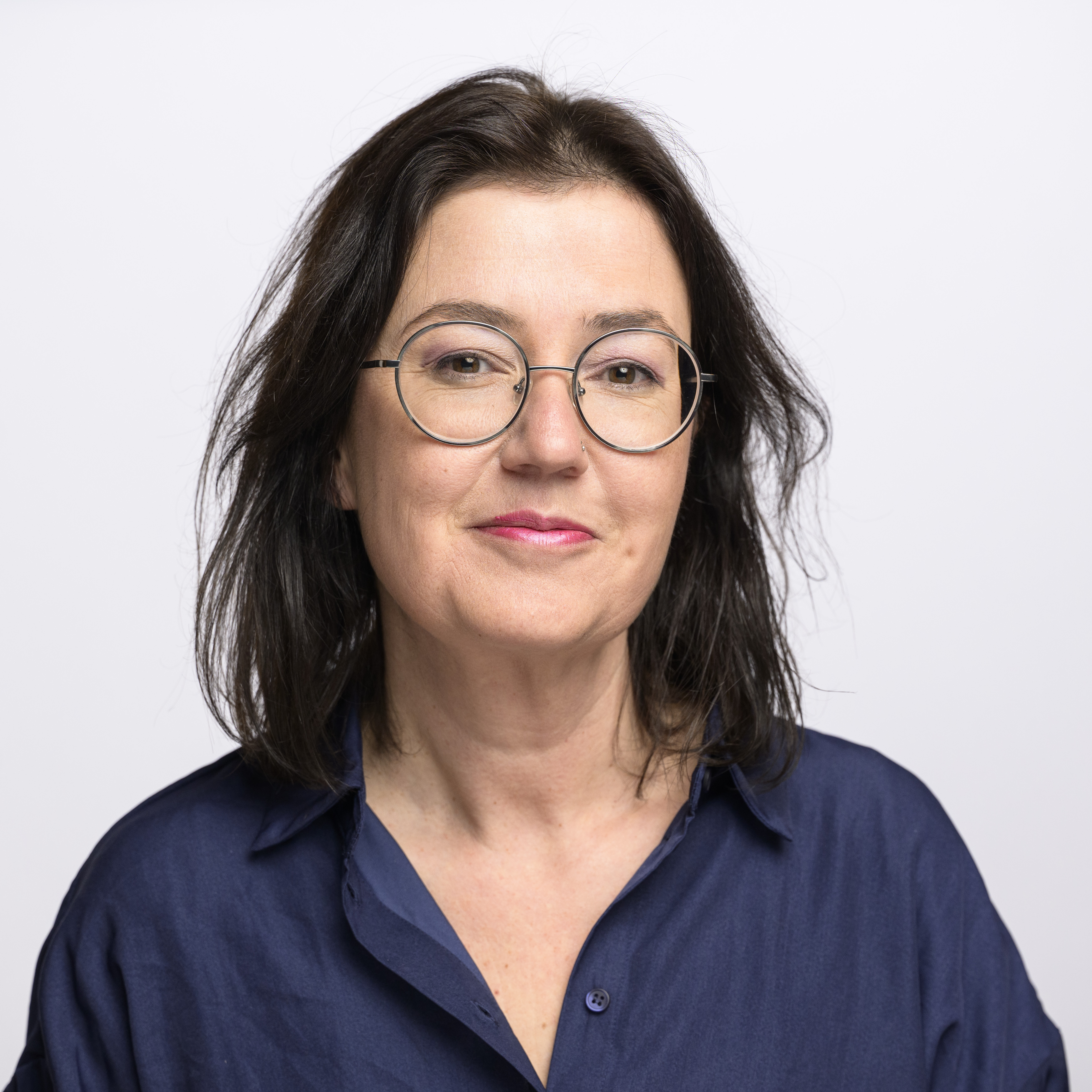
Martine Docourt

Martine Docourt (* 8. Juni 1979 in Delémont) ist eine Schweizer Politikerin (SP). Sie wurde bei den Parlamentswahlen 2023 im Kanton Neuenburg in den Nationalrat gewählt. Dem Neuenburger Grossen Rat gehört Docourt seit 2009 an.

## Ausbildung und Beruf
Docourt wuchs in Delémont auf und maturierte in Porrentruy. Sie absolvierte bis 2003 ein Studium der Geowissenschaften mit der Ausrichtung auf Umweltgeologie an der Universität Neuenburg. Zwei Jahre später schloss sie ein MAS-Studium in Umweltwissenschaften an der Eidgenössischen Technischen Hochschule Lausanne (EPFL) ab. CAS-Zertifikate erwarb Docourt 2013 in nachhaltiger Entwicklung an der Universität Bern und 2021 in Wirtschaftswissenschaften und Öffentlichen Finanzen an der Universität Neuenburg.
Docourt arbeitete beim Bundesamt für Umwelt (BAFU). Seit 2020 ist sie bei der Gewerkschaft Unia für die Abteilung Politik verantwortlich. Sie hat mehrere Mandate, ist Ersatzmitglied beim Ausschuss des Schweizerischen Gewerkschaftsbunds (SGB/USS) und Mitglied des Stiftungsrats der ECAP.

## Politik
Docourt gehört der Sozialdemokratischen Partei an. Von 2009 bis zu ihrem Rücktritt sass sie Generalrat der Gemeinde Neuenburg. Im Jahr 2009 wurde sie in den Grossen Rat des Kantons gewählt und ist seit Mai 2023 dessen Präsidentin. Von 2013 bis 2017 führte Docourt die SP-Fraktion im Grossen Rat. Im September 2017 wurde sie zur Co-Präsidentin der SP Frauen Schweiz gewählt, die andere Co-Präsidentin ist Tamara Funiciello, die 2020 Natascha Wey nachfolgte.
Docourt ist seit Dezember 2023 Nationalrätin und gehört der Kommission für Rechtsfragen sowie der Begnadigungskommission an.

## Privates
Docourt ist Mutter von zwei Kindern.

## Belege
1. 1 2 3 4  martinedocourt.ch: Biographie – Formation. Activités politiques. (Stand: Mai 2023)
2. 1 2  Martine Docourt auf der Website der Bundesversammlung(Eingereichte Vorstösse) (Stand: Dezember 2023)

| Personendaten    | Personendaten                                              |
| ---------------- | ---------------------------------------------------------- |
| NAME             | Docourt, Martine                                           |
| ALTERNATIVNAMEN  | Docourt Ducommun, Martine (vollständiger Name)             |
| KURZBESCHREIBUNG | Schweizer Politikerin der Sozialdemokratischen Partei (SP) |
| GEBURTSDATUM     | 8. Juni 1979                                               |
| GEBURTSORT       | Delémont, Schweiz                                          |